# Cambarincola
Cambarincola är ett släkte av ringmaskar. Cambarincola ingår i familjen Cambarincolidae.

## Dottertaxa tillCambarincola, i alfabetisk ordning[1]
- Cambarincola aliena
- Cambarincola alienus
- Cambarincola bobbi
- Cambarincola branchiophila
- Cambarincola chirocephala
- Cambarincola demissus
- Cambarincola dubius
- Cambarincola elevata
- Cambarincola fallax
- Cambarincola floridanus
- Cambarincola goodnighti
- Cambarincola gracilis
- Cambarincola heterognathus
- Cambarincola holostomus
- Cambarincola inversa
- Cambarincola leoni
- Cambarincola leptadenus
- Cambarincola macbaini
- Cambarincola macrocephala
- Cambarincola macrodontus
- Cambarincola manni
- Cambarincola marthae
- Cambarincola meyeri
- Cambarincola montanus
- Cambarincola osceolai
- Cambarincola philadelphicus
- Cambarincola sheltensis
- Cambarincola shoshone
- Cambarincola steevesi
- Cambarincola vitrea